# وسام رزق
وسام رزق عبد المجيد (5 فبراير 1981- ) لاعب كرة قدم ومدرب قطري الجنسية من أصل فلسطيني أردني ولد في الكويت. لعب سابقا مع نادي الجيش القطري ونادي السد القطري وقبله لعب لنادي قطر. يدرب حالياً نادي زاخو العراقي.

## مسيرته الكروية
لعب وسام رزق خلال مسيرته الاحترافية مع 4 أندية في ستة عشر موسمًا وسجل خلالها 8 أهداف ضمن 234 مباراة. حيث فاز في ثلاثة مواسم بالكأس وفي أربعة مواسم بالدوري.
خاض وسام رزق مسيرته مع نادي قطر في موسم 2000–01 ليلعب معه أربعة مواسم، مشاركًا في 42 مباراة سجل خلالها هدفين. ثم انتقل إلى نادي السد في موسم 2004–05 في المرة الأولى ليلعب معه خمسة مواسم ثم في موسم 2010–11 واستمر معه طيلة ثلاثة مواسم، حيث شارك طوالها في 118 مباراة سجل خلالها 4 أهداف. لينتقل بعدها إلى نادي الخور في موسم 2009–10 لمدة موسم واحد، مشاركًا في 19 مباراة ولم يسجل أي هدف. ثم انتقل إلى نادي الجيش في موسم 2013–14 واستمر معه طيلة ثلاثة مواسم، مشاركًا في 55 مباراة سجل خلالها هدفين.

## كأس الخليج 2004
سجل هدف في مرمى منتخب الإمارات لكرة القدم، سجل هدف في مرمى منتخب عمان لكرة القدم.

## كأس آسيا 2007
سجل هدف في مرمى منتخب البحرين لكرة القدم.

## روابط خارجية
- وسام رزق على موقع الاتحاد الدولي (مؤرشف)  (الإنجليزية)
- وسام رزق على موقع ناشيونال فوتبول تيمز (الإنجليزية)
- وسام رزق على موقع Soccerway.com (الإنجليزية)
- وسام رزق على موقع عالم كرة القدم.نت (الإنجليزية)
- وسام رزق على موقع كووورة